# Lakhisarai

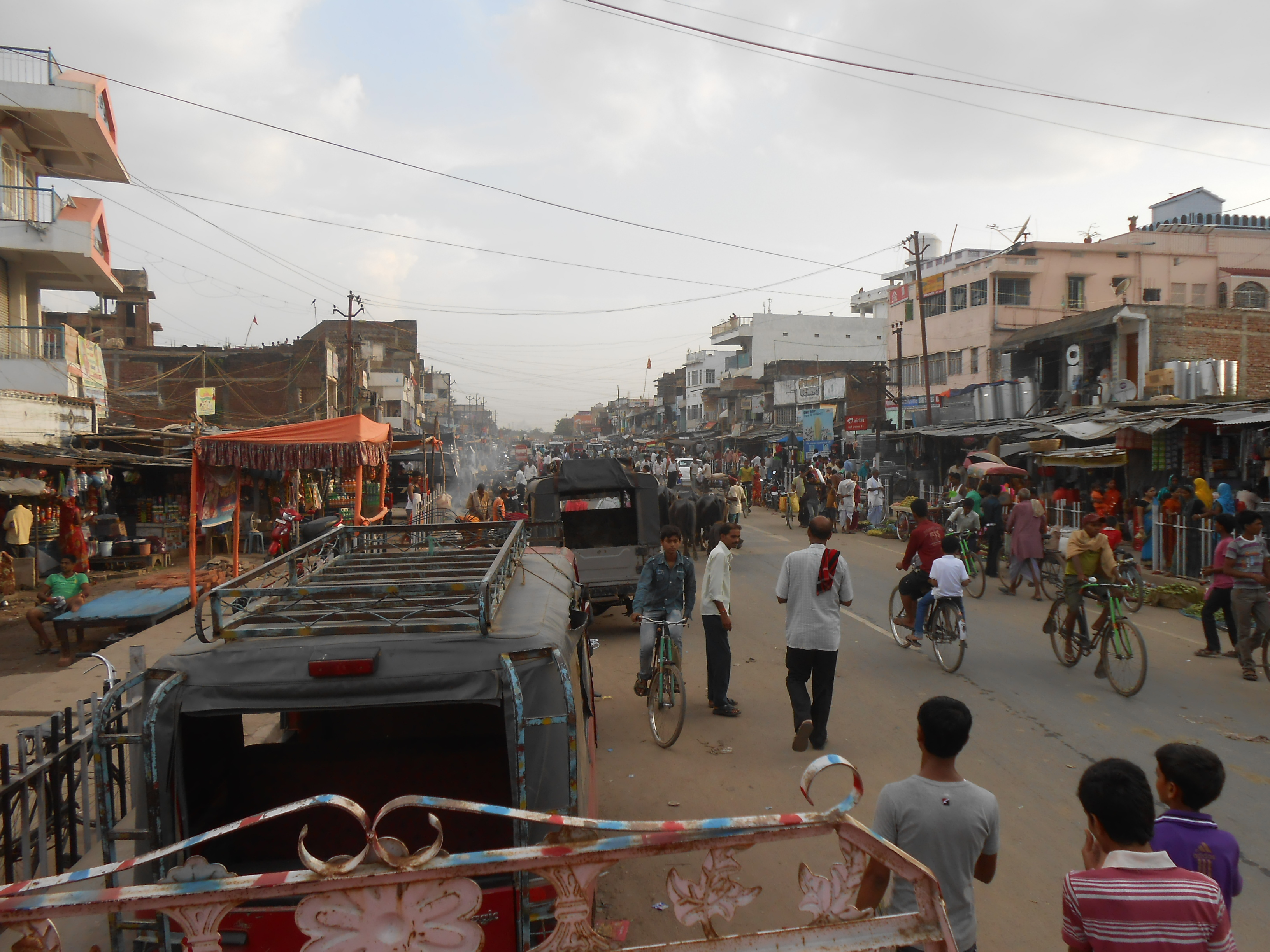
Gata i Lakhisarai.

Lakhisarai är en stad i den indiska delstaten Bihar, och är huvudort för ett distrikt med samma namn. Folkmängden uppgick till 99 979 invånare vid folkräkningen 2011.